# Osiedle Grunwald Północ
Osiedle Grunwald Północ – osiedle samorządowe (jednostka pomocnicza gminy) Poznania (od 1 stycznia 2011 roku), obejmujące część Grunwaldu.

## Granice administracyjne
Osiedle Grunwald Północ graniczy:
- z Osiedlem Ławica (granica - ulica Bułgarska)
- z Osiedlem Ogrody (granica - ulica Bukowska)
- z Osiedlem Stary Grunwald (granica - ulica Szamotulska, ulica Marcelińska)
- z Osiedlem Grunwald Południe (granica - ulica Marcelińska)

## Podział
Podział w Systemie Informacji Miejskiej
Według Systemu Informacji Miejskiej Osiedle Grunwald Północ jest podzielone na dwie jednostki obszarowe:
- Osiedle ks. Jerzego Popiełuszki
- Świt

## Ważniejsze obiekty
- Kościół św. Jerzego
- Pomnik Pomordowanych Policjantów II RP Województwa Poznańskiego

## Siedziba Rady osiedla
Adres rady osiedla
ul. Swoboda 43.

## Komunikacja
Osiedle obsługują autobusy MPK Poznań linii 145, 148, 163 i 169 oraz linie nocne 212 i 222.